# Sacha Theocharis
Sacha Theocharis, né le 19 novembre 1990 à Bron, est un skieur acrobatique français spécialisé dans les épreuves de bosses. Il membre de l’équipe de France de ski freestyle.

## Biographie
Lyonnais d’origine, Sacha Theocharis est amoureux de la montagne et du ski depuis sa plus tendre enfance. Dès l’âge de cinq ans, il skie chaque week-end et chaque vacances à Méribel. Il pratique ce sport pendant plusieurs années pour le seul plaisir. C’est seulement à l’âge de dix ans qu’il intègre le ski club de Méribel en section freestyle, très attiré par la liberté qu’offrait cette discipline, en particulier le ski de bosses.
Venant d’un milieu citadin, il gravi les échelons au fur et à mesure, sans aucune prétention ni rêve d’enfant débordant, jusqu’à faire partie de l’équipe de France. Malgré ce long processus, il finit par courir en coupes du monde, aux championnats du monde et à participer aux Jeux olympiques de Pyeongchang en  2018. Parallèlement, Sacha Theocharis poursuis ses études de commerce à l’EM Lyon Business School.
Sacha Theocharis est moniteur national de ski (Diplôme d’État de ski alpin - 2017) à l’École du ski français-Vallée de Méribel.

## Palmarès
- 2018 : 9e position aux Jeux olympiques de Pyeongchang 2018.
- 2018 : Double champion de France de ski de bosses 2018.
- 2017/2018 : 9e position au classement général de la coupe du monde
- 2016/2017 : 11e position au classement général de la coupe du monde
- mars 2017 : 4e position - championnats du monde de Ski Freestyle (dual) - Sierra Nevada
- mars 2017 : 8e position - championnats du monde de Ski Freestyle (single) - Sierra Nevada
- janvier 2017 : 2e position - coupe du monde (single) - Val Saint-Côme
- 2017 : Vice champion de France (single et dual) - Châtel
- 2016 : Champion de France (dual) - Méribel
- 2011 : 2e position du classement général de la coupe d’Europe

### Jeux olympiques
| Épreuve / Édition | Pyeongchang 2018 |
| Bosses            | 9e               |

### Coupe du monde

#### Podiums
Il obtient son premier podium en Coupe du monde en janvier 2017.

### Championnats de France
- 2 fois champion de France de ski de bosses : 2018 et 2019
- 4 fois champion de France de ski de bosses parallèles : 2016, 2018, 2019 et 2022